# Juan Gundlach
Juan Gundlach (Marburgo, 17 luglio 1810 – L'Avana, 14 marzo 1896) è stato uno zoologo cubano.

## Biografia
Johannes Christoph Gundlach nacque e visse la prima parte della sua vita a Marburgo, nel Granducato d'Assia, a quel tempo parte del Regno di Prussia. Qui studiò, frequentando l'Università di Marburgo, dove suo padre era professore di fisica, laureandosi in filosofia nel 1837, tuttavia la sua passione giovanile lo avvicinò alla zoologia. Nel 1839 lasciò l'Europa per raccogliere campioni sull'isola caraibica di Cuba, dove da allora decide di stabilirsi. Durante un breve viaggio a Porto Rico, su richiesta dei padri gesuiti di offrire assistenza nella creazione di una collezione zoologica, nel 1868, quando iniziarono le attività rivoluzionarie a Cuba e in Porto Rico, si incontrò con don Tomás Blanco, secondo naturalista Agustín Stahl. Un amico di Carl Wilhelm Leopold Krug, che aveva l'incarico di vice console tedesco a Mayagüez, sulla costa occidentale dell'isola di Porto Rico, e che pagò alcuni dei viaggi di Gundlach, visitò Porto Rico nel 1873, lasciando L'Avana il 4 giugno 1873 sulla nave Manuela, arrivando a Mayagüez il 13 giugno e soggiornandovi per circa sei mesi. Durante quel viaggio, Gundlach contribuì alla fondazione dell'Instituto Civil de Segunda Enseñanza. Questo istituto è stato chiuso diversi mesi dopo, in linea con la politica del governo spagnolo, espressa ai vescovi di Santiago a Cuba e di San Juan, di limitare le opportunità di istruzione superiore, sia a Cuba che a Porto Rico. Successivamente viaggiò dall'Avana alla costa occidentale di Porto Rico a bordo della Marsella nel settembre 1875. Rimase a Puerto Rico per circa un anno durante quel viaggio. Mentre era lì, ha cambiato il suo nome da Johannes Christoph al suo equivalente spagnolo Juan Cristóbal. Ha scritto la prima grande opera sugli uccelli di Cuba, Ornitología Cubana, e il suo nome è presente, in suo onore, nei nomi scientifici di oltre sessanta specie. Alla sua morte, avvenuta nel 1896, le sue collezioni passarono alla cura del Museo nazionale di storia naturale di Cuba dell'Avana, al tempo indicato come Museo Poey e intitolato all'intellettuale cubano Felipe Poey y Aloy (1799–1891).
Nel 1986, in occasione del 90º anniversario della sua morte, Cuba ha emesso una serie di francobolli commemorativi in memoria di Gundlach.
Le sue visite a Porto Rico sono state considerate così importanti per lo sviluppo dello studio delle scienze naturali a Porto Rico che è considerato "il padre delle scienze naturali a Porto Rico" e il suo ritratto, dipinto da Andrés Garcés, è appeso alla School of Natural Scienze presso il campus dell'Università di Porto Rico Río Piedras. Per onorarlo, il naturalista Agustín Stahl ha chiamato una specie di albero della famiglia delle Clusiaceae, Clusia gundlachi. L'Accademia delle arti e delle scienze di Porto Rico il 26 giugno 2008 ha assegnato riconoscimenti che portano il nome di Gundlach a 25 eminenti scienziati di Porto Rico.
Scrisse Contribucion á la Erpetologia Cubana (1880) e Contribucion á la entomologia Cubana in 4 volumi (1881-1884).

## Opere
- 1873. Catálogo de las aves cubanas
- 1875. Catálogo de los reptiles cubanos
- 1876, Ornitología Cubana
- 1877, Mamalogía Cubana
- 1880, Erpetología Cubana
- 1881. Apuntes para la fauna Puerto-Riqueña
- 1881, Contribución a la Entomología Cubana, (Tomo I). Lepidópteros
- 1886, Contribución a la Entomología Cubana, (Tomo II). Himenópteros
- 1891, Contribución a la Entomología Cubana, (Tomo III). Neurópteros, coleópteros, ortópteros…
- 1893. Ornitología cubana ó Catálogo descriptivo de todas las especies de aves tanto indígenas como de paso anual o accidental observadas en 53 años

| Gundlach è l'abbreviazione standard utilizzata per le specie animali descritte da Juan Gundlach. Categoria:Taxa classificati da Juan Gundlach |